# Johnny Miller (flygare)

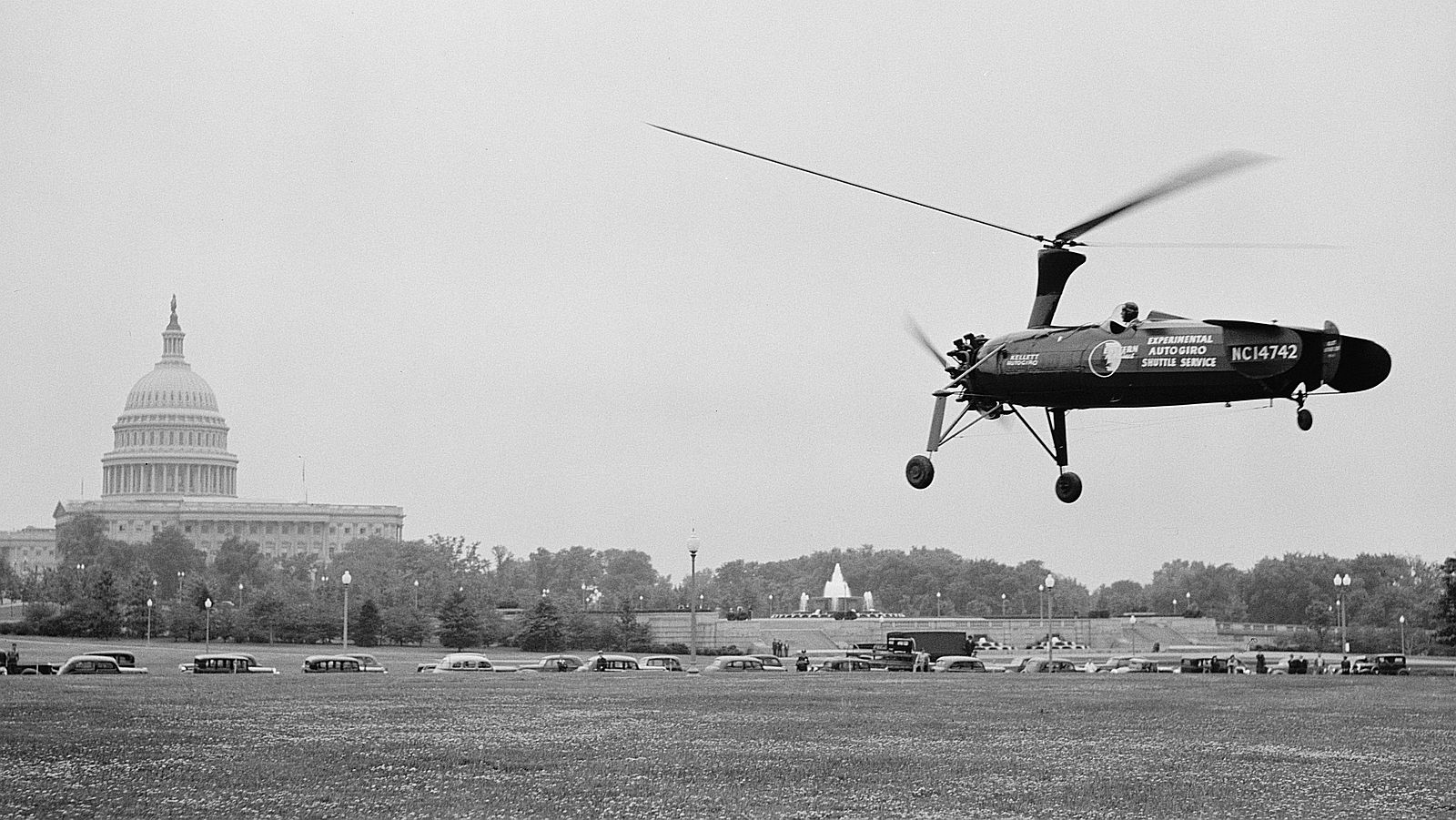
Johnny Miller under inflygning till Washington i sin Kellett KD-1 i maj 1938

John MacDonald Miller, född 15 december 1905 i Poughkeepsie i delstaten New York, USA, död 23 juni 2008 i Poughkeepsie, var en amerikansk pilot.
Johnny Miller var det äldsta barnet av tre till Theodore och Florence MacDonald Miller och växte upp i Poughkeepsie. Hans far var chef för det amerikanska företaget De Laval Cream Separator Company i Poughkeepsie, som var dotterbolag till det av Gustaf de Laval och Oscar Lamm grundade AB Separator. Fotografen Lee Miller var hans syster. Han såg vid fyra års ålder flygpionjären Glenn Curtiss landa för tankning utanför Poughkeepsie vid en tävlingsflygning mellan from Albany och staden New York  City och bestämde sig då för att bli pilot. År 1915 fick han sitta i kabinen till Ruth Laws flygmaskin av typ Wright Model B. Strax före 18 års ålder fick han ett annat av Ruths Laws tidigare flygplan, en kanadensisk Canuck, av en uppvisningspilot i Poughkeepsie, som skulle skaffa ett nytt våren därpå. Han lärde sig flyga från en instruktionsbok, den brittiska flygpionjären Horatio Barbers Aerobatics, som han fått av en morbror. Några månader, på sin 18-årsdag premiärflög han planet.
Han examinerades i juni 1927 som ingenjör i mekanik på Pratt Institute of Technology, fick sin flygmekanikerlicens och arbetade under en period som mekaniker med en så kallad "flygplanscirkus". År 1928 fick han yrkesflygarlicens, varefter han gjorde rundtursflygningar med en fyra passagerares Standard J-1, som han hade restaurerat under ett halvår.
År 1927 anlades en flygplats sydväst om Poughkeepsie, vilken drevs av Johnny Miller från 1931. Han grundade där bolaget Giro Flyers Ltd., som framför allt reparerade och underhöll flygplan, varav många modeller från New Standard, som användes av spritsmugglare som flög in alkohol från Kanada. Flygplatsen hölls igång till 1938.

## Autogiror
Johnny Miller intresserade sig redan 1923 för Juan de la Ciervas utveckling av autogiror i Madrid. År 1929 besökte Cierva USA och sålde en licens till Harold Frederick Pitcairn, som grundade Pitcairn-Cierva Autogiro Company. Johnny Miller beställde en PCA-2 och blev den första privatperson i USA som ägde en autogiro.
Han planerade därefter för att genomföra den första transkontinentala autogiroflygningen i USA, vilket samtidigt också Amelia Earhart gjorde. Han fick sin autogiro, som han döpte till "Missing Link", den 12 maj 1931 och den 14 maj startade han från östkusten. Han gjorde ett stopp på Omaha Air Races, där han genomförde 14 förevisningsflygturer, och nådde fram till Naval Air Station San Diego på västkusten den 28 maj. Under fyra år förevisade han sedan autogiron på flyguppvisningar. År 1936 anställdes han av United Air Lines som flygstyrman på en Boeing 247D, som trafikerade sträckorna Cheyenne – Salt Lake City och New York – Chicago. Han flög för United Air Lines omkring ett och ett halvt år och skulle bli befordrad till flygkapten, då han kontaktades av William Wallace Kellett (1891–1951),  som hade skaffat en licens för tillverkning av Pitcairns autogiror.

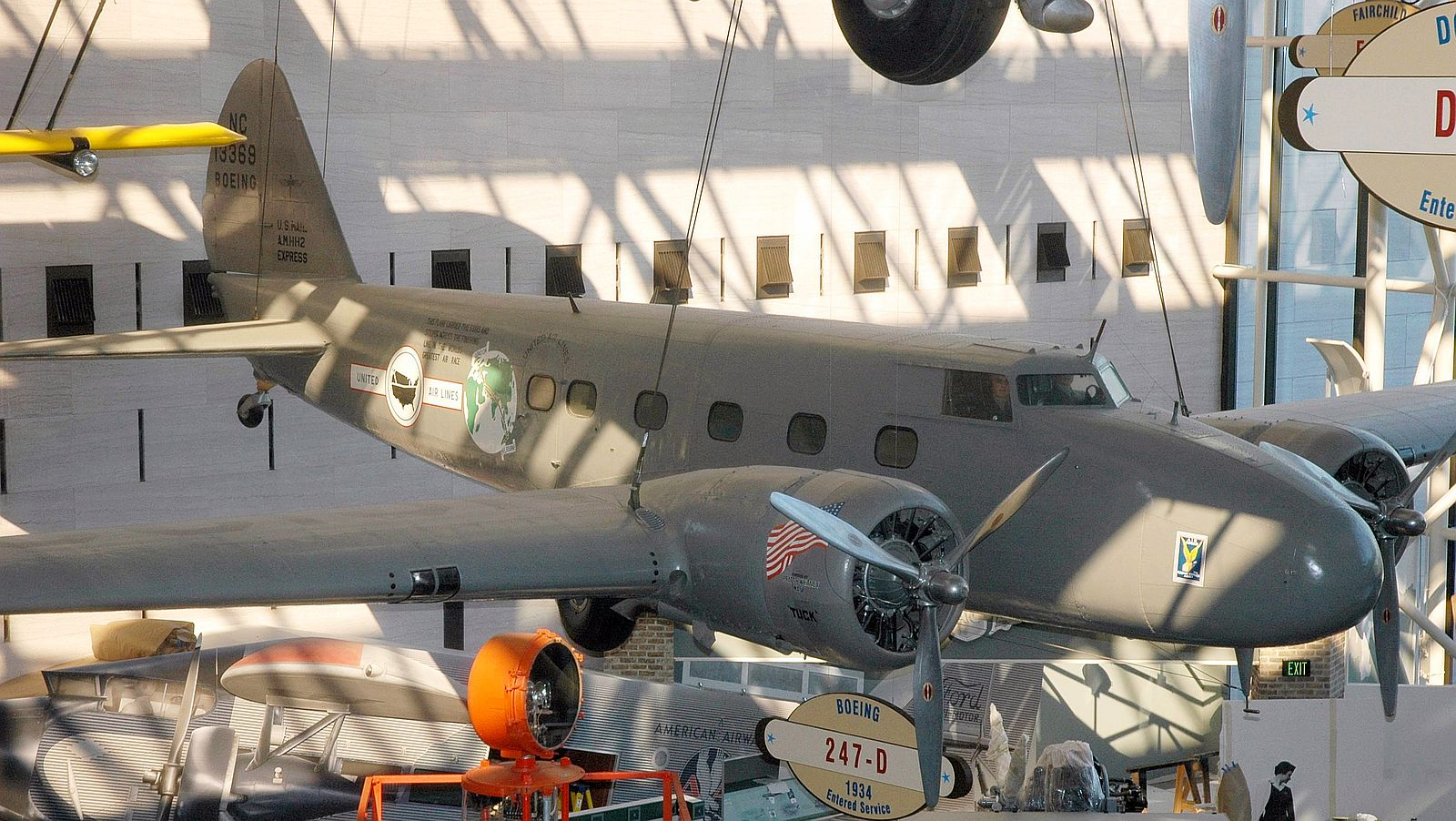
En United Air Lines Boeing 247 i National Air and Space Museum

Kellett rekryterade Johnny Miller som testpilot för sin tvåsitsiga KD-1. "D-et" i beteckningen stod for "Direct control", en anordning som gjorde att rotorn stod för all aerodynamisk styrning, vilket innebär att skevroder (och därmed vingar) inte behövdes och inte heller höjdroder. De övriga testpiloterna på föetaget hade vägrat flyga modellen av säkerhetsskäl. Johnny Miller däremot, var väl införstådd med principerna bakom och var övertygad om att den då radikala konstruktionen var säker. Testflygningen fungerade bra, och Miller blev också den första pilot som lyckades dyka med en autogiro. Rotorhastigheten blev dock mycket hög och skapade problem, men han klarade sig, och autogiron skadades bara lätt. 
Framgången fick Kellett och Miller att få intresse för regelbundet postflyg med autogiro. De övertygade Eddie Rickenbacker, chef för Eastern Air Lines att starta postflyg med autogiro under en ettårig försöksperiod. Miller blev chefspilot för detta projekt, som påbörjades i maj 1938, med regelbundna flygningar från den 6 juni 1939. Linjen i Washington-trakten, som var världens första postlinje med rotorplan och den första att använda ett hustak som landningsplats, hade fem tur-och-returresor per dag, sex dagar i veckan, varav Johny Mlller flög flertalet turer. Den blev framgångsrik, men kontraktet med postverket förnyades inte, efter att det köpt ut i juni 1940.

## Senare yrkesliv

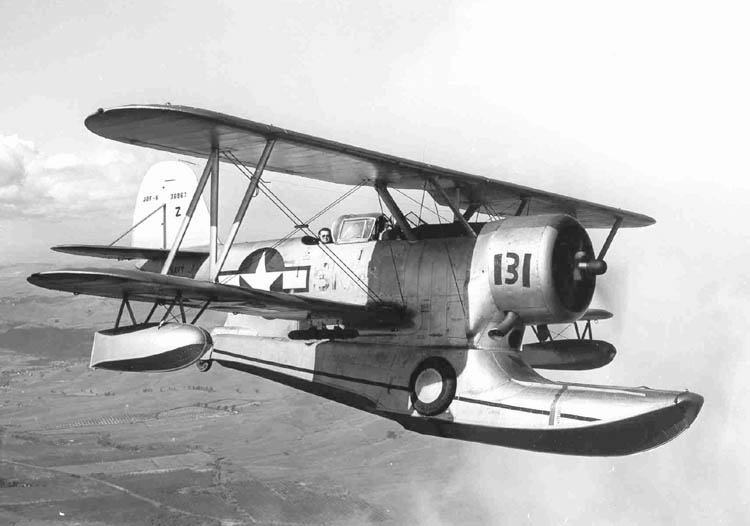
Grumman (Columbia) J2F-6 Duck av den typ som Miller provflög

För Eastern Air Lines, flög Johnny Miller senare Douglas DC-2 och DC-3. Han grundade också Miller's Machine Works, där han arbetade när han var ledig med att tillverka smådelar till Columbia Aircraft Corporation, som hade börjat tillverka Grumman J2F-6 Ducks i sin fabrik i Valley Stream på Long Island. I slutet av 1941 blev det bolagets chefsprovflygare. År 1946 testflög han de två prototyperna till den misslyckade ersättaren till Duck: det envingade Columbia XJL-1. Sedan han återvänt till Eastern Air Lines, flög han därefter under 25 år Douglas DC-4, DC-6, DC-7, Lockheed Constellation, Electra och DC-8. Han slutade på Eastern Air Lines 1965 och hade på mer än 35.000 flygtimmar bakom sig. 
På egen han, köpte han därefter en fyrsitsig Bell 47G-helikopter, som han yrkesflög till 1971.
Han fortsatte därefter flyga sin privata Beechcraft Bonanza och senare en Beechcraft Turbo Baron från Poughkeepsie, tills han slutligen släppte sin flygarlicens 2006.

## Privatliv
Johnnie Miller gifte sig 1933 med Katherine North Sague (död 1963). Paret hade tre barn. I sitt andra äktenskap var han gift med läkaren Edith Mead (död 1991).